# Benjamin Kiptoo
Pour les articles homonymes, voir Kiptoo.
Benjamin Kiptoo (né le 10 janvier 1979) est un athlète kényan, spécialiste des courses de fond.

## Palmarès
- 2009
  - Vainqueur du Marathon de Rome en 2 h 07 min 17 s

- 2010
  - 4e du Marathon de Paris en 2 h 07 min 59 s

- 2011
  - Vainqueur du Marathon de Paris en 2 h 06 min 31 s